# Chabasów
Chabasów – część wsi Miąsowa położona w Polsce, w województwie świętokrzyskim, w powiecie jędrzejowskim, w gminie Sobków.
W latach 1975–1998 Chabasów administracyjnie należał do województwa kieleckiego.